# プエブラ国際空港
プエブラ国際空港（プエブラこくさいくうこう、スペイン語: Aeropuerto Internacional de Puebla "Hermanos Serdán"）は、メキシコ合衆国プエブラ州プエブラ市の郊外、北西23kmに位置する国際空港。プエブラ市の空の玄関口。エルマノース・セルダン国際空港とも呼ばれる。エルマノース・セルダンとはセルダン兄弟の意。プエブラ出身の人物であるセルダン兄弟を記念して命名された。
メキシコシティからは80km離れているが、首都圏空港群の1つとしてトルカ、クエルナバカ、ケレタロの各空港と併せてメキシコ・シティ国際空港の機能を補完している。

## 就航路線
| 航空会社                   | 就航地                             |
| -------------------------- | ---------------------------------- |
| ボラリス                   | カンクン、モンテレイ、ティフアナ   |
| ビバアエロブス             | カンクン、グアダラハラ、モンテレイ |
| アエロマール航空           | アカプルコ、イクスタパ             |
| マグニチャーターズ         | 季節: カンクン                     |
| ユナイテッド・エクスプレス | ヒューストン                       |